# Lythrum flagellare
Lythrum flagellare är en fackelblomsväxtart som beskrevs av Shuttleworth och Nieuwland. Lythrum flagellare ingår i släktet fackelblomstersläktet, och familjen fackelblomsväxter. Inga underarter finns listade i Catalogue of Life.